# Pfarrkirche Mils bei Imst

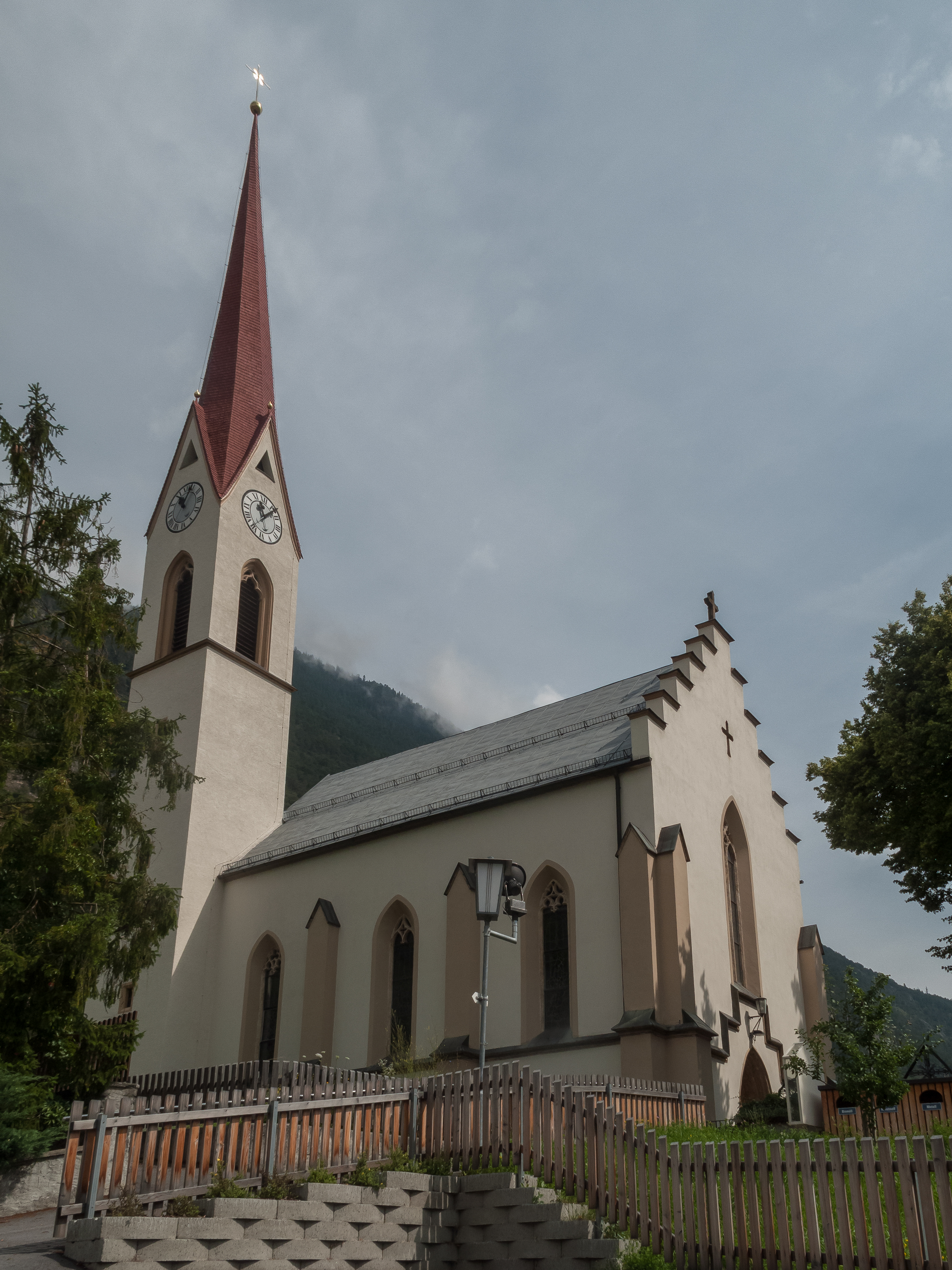
Pfarrkirche hl. Sebastian von Südwesten

Die römisch-katholische Pfarrkirche Mils bei Imst steht in der Gemeinde Mils bei Imst im Bezirk Imst in Tirol. Sie ist dem heiligen Sebastian geweiht und gehört zum Dekanat Imst in der Diözese Innsbruck. Das Gebäude steht unter Denkmalschutz.

## Lagebeschreibung
Die Kirche steht auf einem Hügel am nördlichen Ortsrand und ist von einem Friedhof umgeben.

## Geschichte
Im Jahr 1451 wird eine Kapelle urkundlich erwähnt, im 18. Jahrhundert wurde eine Kirche erbaut. Der heutige neogotische Bau wurde in den Jahren 1854 bis 1857 nach Plänen von Anton Geppert errichtet. 1891 erfolgte die Pfarrerhebung.

## Architektur
Außenbeschreibung
Die Kirche ist ein einschiffiger Bau mit einem eingezogenen, nach Norden orientierten Chor. Im Westen schließt der Kirchturm mit Giebelspitzhelm an den Chor an. Am Langhaus sind Strebepfeiler und Kaffgesimse. In den Spitzbogenfenstern ist Maßwerk. Die Hauptfassade weist einen Treppengiebel, ein Spitzbogenportal und ein zweibahniges Maßwerkfenster auf.
Innenbeschreibung
Das Langhaus ist dreijochig, der Chor besteht aus einem Joch und ist durch einen 5/8-Schluss geschlossen. Ein spitzbogiger Triumphbogen trennt den Chor vom Kirchenraum. Der Kirchenraum ist spitztonnengewölbt mit Stichkappen und Rippenauflagen, die auf flachen Wandpfeilern ruhen. Die Bildfenster stammen von Josef Widmoser aus dem Jahr 1946.

## Ausstattung
Die neugotische Ausstattung stammt aus der Zeit um 1860 von August Schärmer. Das Hochaltarbild mit dem heiligen Sebastian wurde urkundlich von Franz Hellweger gemalt und wird von Statuen der Heiligen Petrus und Paulus flankiert. Das Altarbild des linken Seitenaltares zeigt den heiligen Johannes Nepomuk aus der Hand von C(aspar) Jele. Das 1860 von Johann Entfelder gemalte Mensabild zeigt den heiligen Aloisius. Das rechte Seitenaltarbild zeigt den heiligen Josef ebenfalls von C. Jele. Das Mensabild ist ein barockes Mariahilfbild. Die neugotische Kanzel, die Kreuzwegstationen und Figurenschreine stammen aus der Zeit um 1860. Im Chor hängt das ehemalige Altarbild, das den heiligen Sebastian von Franz Anton Zeiller aus der zweiten Hälfte des 18. Jahrhunderts zeigt. Die Statue eines Bischofs entstand um 1780.

## Orgel
Die Orgel von Franz Weber stammt aus dem Jahr 1860.